# Gui Gallardo
Guillermo Jorge Gallardo Drago Mitre (17 de enero de 1930 - 9 de octubre de 2018), conocido como Gui Gallardo, fue un cantante de cámara, actor y artista argentino. De una elegancia y cultura excepcionales, su vida estuvo marcada por una mezcla de aristocracia y bohemia, dejando una profunda huella en la ópera, el teatro y el cabaret tanto en Europa como en América.

## Biografía
Gui Gallardo nació el 17 de enero de 1930 en Buenos Aires, en una familia con un notable legado histórico y cultural. Fue hijo del historiador Guillermo Gallardo y de Sara Drago Mitre Cané. Por línea materna, era tataranieto de Bartolomé Mitre y bisnieto de Miguel Cané. También fue hermano mayor de la reconocida escritora Sara Gallardo.
Desde niño, Gui mostró un profundo amor por la música y una personalidad reservada. Su madre lo llevaba al palco del Teatro Colón, donde quedó hechizado desde la primera ópera que presenció. Aunque su padre intentó que estudiara abogacía, Gui abandonó la facultad para dedicarse a la música y el teatro.

### Formación y primeros pasos
Gui trabajó un tiempo en el diario La Nación mientras tomaba clases de canto con Helga Epstein. Su maestro Sergio Tulián descubrió su voz de bajo-barítono, lo que permitió que floreciera artísticamente. Posteriormente, se formó en la Escuela de Ópera del Teatro Colón.
Gui perfeccionó su arte en Europa, donde estudió con maestras de la talla de Jane Bathory y Nadia Boulanger, y con el renombrado Hanno Blaschke en Alemania.

## Carrera artística
Gui Gallardo interpretó papeles emblemáticos como Escamillo en Carmen, Papageno en La flauta mágica, Sharpless en Madama Butterfly y Wotan en La valquiria. Su capacidad actoral destacó en la escena, siendo admirado por su talento escénico.
En la década de 1970, se unió al grupo de vanguardia Le Grand Magic Circus et ses animaux tristes, fundado por el franco-argentino Jérôme Savary. Participó en obras como Good Bye Mister Freud y en la película La fille du garde barrière (1975), donde interpretó al profesor Bornard.
Una de sus presentaciones más recordadas fue Animalia (1975), un recital poético-musical en el Théâtre de la Porte Saint-Martin en París. También participó en La Trahison Orale (1983), una obra musical con texto de Claude Seignolle y música de Mauricio Kagel.

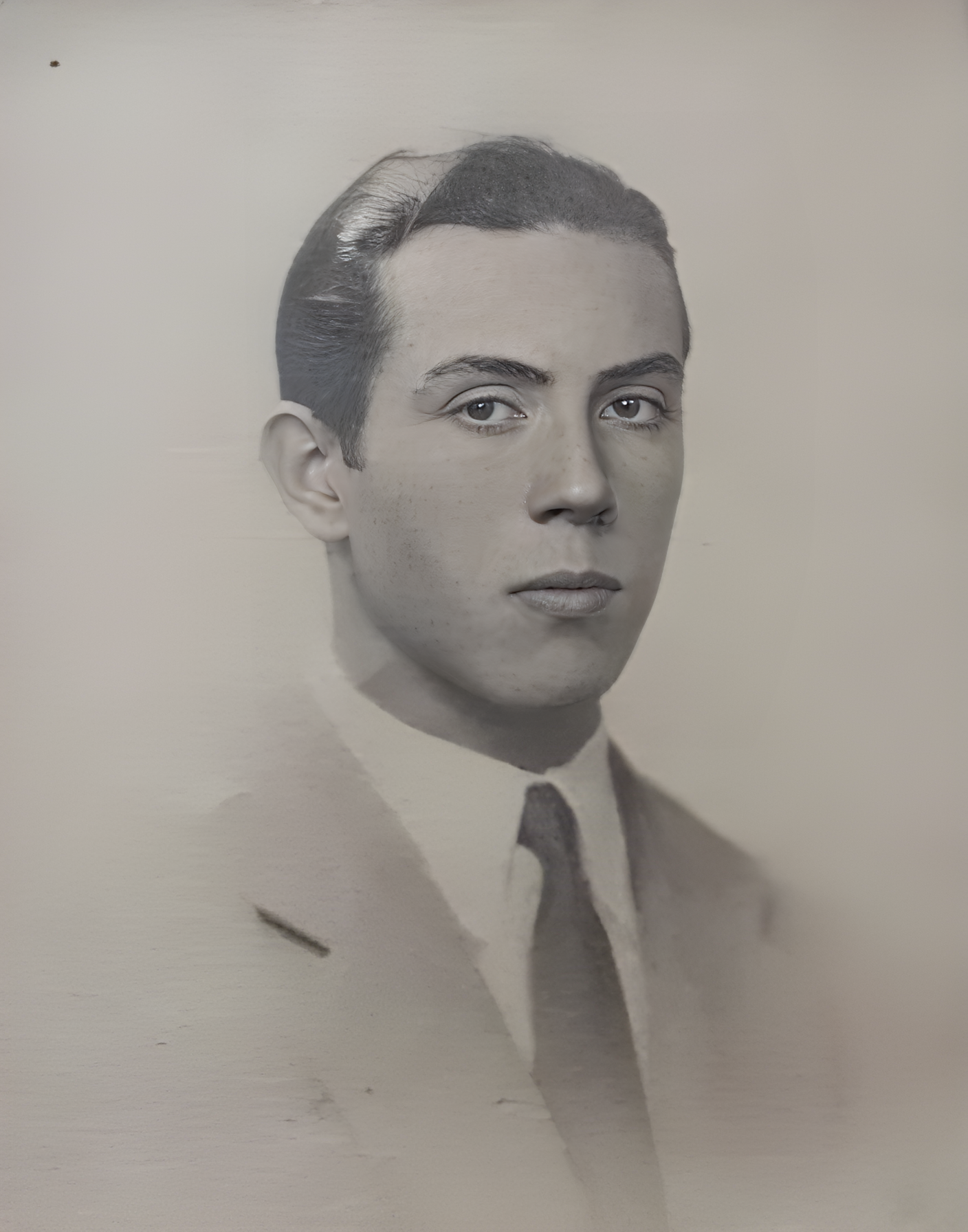
Gui Gallardo joven

### Anécdotas y personalidad
Gui era conocido por su humor punzante y su carácter irreverente. Durante una presentación, al salir desnudo al escenario, un espectador hizo un comentario burlón a lo que Gui respondió: ¿Qué querés, con el frío que hace?
Su vida estuvo llena de anécdotas memorables, reflejando siempre su espíritu libre, su humildad y su amor por el arte.

## Regreso a Buenos Aires
Gui regresó a Buenos Aires a mediados de los años 80, donde continuó su carrera. En 2006, interpretó al Heraldo en El emperador de la Atlántida en la Opéra Comique de París.
Falleció el 9 de octubre de 2018, dejando un legado imborrable en la cultura argentina y en todos los que tuvieron el privilegio de conocer su arte.

## Familia
- Hermana: Sara Gallardo (escritora y periodista).
- Ascendencia: Bartolomé Mitre y Miguel Cané.

## Galería

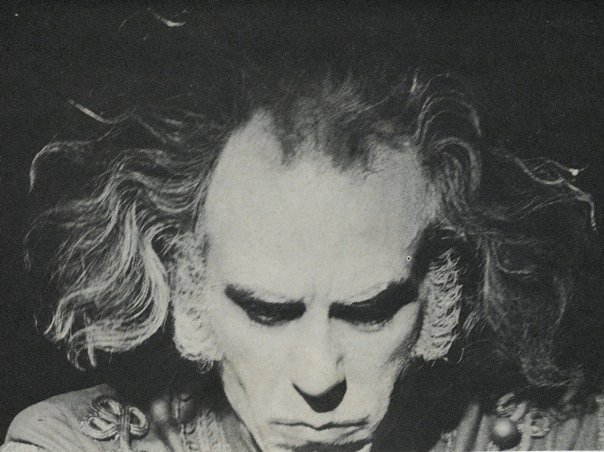

- Datos: Q131456262